# قائمة قواعد القوات الجوية السورية
تشمل هذه القائمة القواعد التي تُشغّلها القوات الجوية العربية السورية أو استخدمتها سابقًا.

## القائمة
| الاسم                            | مكان الخدمة                                                   | عدد مدارج الهبوط | عدد ملاجئ الطائرات المحصنة | أسراب الطيران                                                                                               | الإحداثيات                                                                                  |
| -------------------------------- | ------------------------------------------------------------- | ---------------- | -------------------------- | --- | ------------------------------------------------------------------------------------------- |
| قاعدة القصير الجوية العسكرية     | مدينة القصير بمحافظة حمص.                                     | 1                | 16                         | السرب 825-ميغ 21 بيس السرب 826                                                                              | 34°34′08″N 36°34′22″E / 34.56889°N 36.57278°E                                               |
| قاعدة الناصرية الجوية العسكرية   | الناصرية، منطقة القطيفة، ناحية جيرود، محافظة ريف دمشق         | 1                | 20                         | السرب 695-ميكويان-جوريفيتش ميج-23 السرب 698-ميكويان-جوريفيتش ميج-23                                         | 33°55′08″N 36°51′59″E / 33.91889°N 36.86639°E                                               |
| قاعدة الثعلة الجوية العسكرية     | الثعلة، منطقة مركز السويداء، محافظة السويداء                  | 1                | 16                         | السرب 765-ميل مي-24 السرب 766-ميل مي-24                                                                     | 32°42′19″N 36°24′46″E / 32.70528°N 36.41278°E                                               |
| مطار الضمير العسكري              | الضمير (سوريا)، منطقة دوما، محافظة ريف دمشق                   | 1                | 52                         | 67 السرب ميكويان-جوريفيتش ميج-23 54 السرب سوخوي سو-17                                                       | 33°36′35″N 36°44′56″E / 33.60972°N 36.74889°E                                               |
| مطار حماة العسكري                | حماة                                                          | 1                | 20                         | السرب 679-ميكويان-جوريفيتش ميج-21 السرب 680-ميكويان-جوريفيتش ميج-21 السرب ؟-ميكويان ميج-29                  | 35°07′05″N 36°42′40″E / 35.11806°N 36.71111°E                                               |
| مطار الجراح العسكري              | شرق قرية المهدوم، منطقة منبج، محافظة حلب                      | 1                | 12                         | السرب 2-آيرو إل-39 ألباتروس السرب ؟-آيرو إل-39 ألباتروس                                                     | 36°05′48″N 37°56′11″E / 36.09667°N 37.93639°E                                               |
| مطار خلخلة العسكري               | قرية خلخلة، ناحية الصورة الصغيرة، منطقة شهبا، محافظة السويداء | 2                | 30                         | السرب 945-ميكويان-جوريفيتش ميج-21 السرب 946-ميكويان-جوريفيتش ميج-21                                         | 33°03′40″N 36°33′08″E / 33.06111°N 36.55222°E                                               |
| قاعدة مرج رحيل الجوية العسكرية   | مرج رحيل، محافظة ريف دمشق                                     | 1                | 24                         | السرب 54-ميكويان-جوريفيتش ميج-23 السرب 77-ميكويان-جوريفيتش ميج-23 السرب 767-ميل مي-24                       | 33°17′11″N 36°27′26″E / 33.28639°N 36.45722°E                                               |
| مطار مرج السلطان                 | مرج السلطان، ناحية النشابية، منطقة دوما، محافظة ريف دمشق      | 1                | 0                          | السرب 525-ميل مي-8 السرب 537-ميل مي-8 السرب 909-ميل مي-8 السرب ؟-ميل مي-8                                   | 33°29′13″N 36°28′31″E / 33.48694°N 36.47528°E 33°30′01″N 36°28′00″E / 33.50028°N 36.46667°E |
| مطار المزة العسكري               | المزة، محافظة ريف دمشق                                        | 1                | 22                         | السرب 976-إيروسباسيال غازيل السرب 977-إيروسباسيال غازيل                                                     | 33°28′39″N 36°13′24″E / 33.47750°N 36.22333°E                                               |
| قاعدة منغ الجوية العسكرية        | منق، منطقة أعزاز، ناحية مركز أعزاز                            | 2                | 0                          | السرب 4-ميل مي-8، إم بي بي 223 فلامنغو [الإنجليزية]                                                         | 36°31′17″N 37°02′29″E / 36.52139°N 37.04139°E                                               |
| مطار قبر الست                    | بيت سحم، ناحية ببيلا، منطقة مركز ريف دمشق، محافظة ريف دمشق    | 1                | 0                          | السرب 532-ميل مي-2، ميل مي-8                                                                                | 33°27′30″N 36°21′23″E / 33.45833°N 36.35639°E                                               |
| مطار السين العسكري               | محافظة ريف دمشق                                               | 2                | 44                         | السرب 697-ميكويان ميج-29 السرب 698-ميكويان ميج-29 السرب 699-ميكويان ميج-29                                  | 33°40′56″N 37°12′50″E / 33.68222°N 37.21389°E                                               |
| مطار الشعيرات العسكري            | الشعيرات، ناحية الرقاما، محافظة حمص                           | 2                | 40                         | السرب 675-ميكويان-جوريفيتش ميج-23 السرب 677 -سوخوي سو-17 السرب 685-سوخوي سو-17                              | 34°29′24″N 36°54′32″E / 34.49000°N 36.90889°E                                               |
| مطار الطبقة العسكري              | مدينة الثورة، محافظة الرقة                                    | 1                | 18                         | السرب 12-ميكويان-جوريفيتش ميج-21 اللواء 24-ميل مي-8                                                         | 35°45′17″N 38°34′00″E / 35.75472°N 38.56667°E                                               |
| قاعدة تفتناز الجوية العسكرية     | تفتناز، محافظة إدلب                                           | 1                | 0                          | السرب 253-ميل مي-8 السرب 255-ميل مي-8                                                                       | 35°58′20″N 36°46′59″E / 35.97222°N 36.78306°E                                               |
| قاعدة التياس الجوية العسكرية     | قرية التياس، ناحية القريتين، محافظة حمص                       | 1                | 60                         | السرب 1-ميكويان جوريفيتش ميج-25 السرب 5-ميكويان جوريفيتش ميج-25 السرب 819-سوخوي سو-24 السرب 827-سوخوي سو-17 | 34°31′21″N 37°37′47″E / 34.52250°N 37.62972°E                                               |
| مطار النيرب العسكري              | محافظة حلب                                                    | 1                |                            | | 36°11′05″N 37°12′57″E / 36.18472°N 37.21583°E                                               |
| قاعدة كويرس الجوية العسكرية      | محافظة حلب                                                    | 1                |                            | | 36°11′13″N 37°34′59″E / 36.18694°N 37.58306°E                                               |
| قاعدة أبو الظهور الجوية العسكرية | أبو الظهور، محافظة إدلب                                       | 2                |                            | | 35°43′55″N 37°06′15″E / 35.73194°N 37.10417°E                                               |